# Bruno Vespa
Bruno Paolo Vespa (L'Aquila, 27 de Maio de 1944) é um jornalista, apresentador de televisão e escritor italiano.
Já diretor do TG1, é criador e apresentador do programa de televisão "Porta a Porta", exibido pela Rai 1, a partir de 1996. Desde de 2014, é o diretor editorial da QN Quotidiano Nazionale.

## Biografia e carreira no jornalismo
Ele é casado com o magistrado Augusta Iannini, chefe do gabinete legislativo do Ministério da Justiça e nomeada membro da Autoridade Garante della Privacy, com quem teve dois filhos Federico e Alessandro.

### Desde a estreia ao TG1
Vespa começou a trabalhar desde muito jovem como colaborador para a imprensa local de Abruzzo: com dezasseis anos foi autor de artigos sobre desporto para a sede da Aquila do jornal quotidiano Il Tempo. Em 1962, com dezoito anos, ele torna-se repórter de rádio para a Rai, e em 1968 obteve uma licenciatura em direito (com uma tese sobre a liberdade de imprensa, e terminou em primeiro lugar num concurso nacional para rádio cronistas). Portanto, foi atribuído à equipa editorial do Telejornal unificado e, em seguida, a partir de 1976, do Tg1, no qual tornou-se correspondente especial. Em 1969, deu em direto a notícia de que Pietro Valpreda teria sido o culpado, e não o outro acusado, do massacre de Piazza Fontana. Disto arrependeu-se publicamente, apesar do fato de que à noite, o questor de Roma, foi entrevistado por Vespa para comunicar que o culpado do massacre tinha sido preso.
Entrevistou as principais figuras políticas da década de setenta e oitenta. Lembra-se em especial de uma entrevista feita em 1977 ao cardeal de Cracóvia, Karol Wojtyła, o futuro papa João Paulo II. O mesmo cardeal, tendo-se tornado Papa, ligou-lhe em direto em 1998 durante o programa Porta a Porta dedicado ao vigésimo aniversário do seu pontificado. Um caso sem igual na história do jornalismo internacional.
Em 1977, foi apresentador, juntamente com Arrigo Petacco,
da rubrica televisiva de atualidade Tam Tam; em 1978, deu a notícia em directo, durante uma extraordinária edição do TG1 na tarde de 9 de Maio, da descoberta do cadáver de Aldo Moro; no mesmo ano em que se tornou apresentador do Ping Pong, programa de jornalismo com convidados no estúdio, uma espécie de precursor do programa porta-a-porta. Na noite de 2 de agosto de 1980, foi o primeiro a dar a notícia de que o massacre da estação ferroviária de Bolonha não foi o resultado de um acidente, como se acreditava até aquele momento (o que fora comunicado nas primeiras edições de todos os jornais), mas de um atentado feito com uma bomba, da qual Vespa mostrou pela primeira vez a cratera.
No mês de junho de 1984 era o comentador oficial do Tg1 em ocasião do funeral do secretário do Partido Comunista italiano, Enrico Berlinguer, ao vivo na Piazza San Giovanni, em Roma. No período da crise no Iraque-ONU (agosto de 1990-janeiro de 1991) foi o único jornalista italiano que entrevistou Saddam Hussein, apesar de governo italiano ser contrário à realização da entrevista. A partir de 1990 a 1993, foi diretor do TG1.

### O editor de referência
No período em que dirigia o principal noticiário da televisão estatal, fez declarações públicas que deram muito que falar, nas quais afirmou considerar o partido da Democracia Cristã o seu "editor de referência"; ele foi, portanto, acusado de não considerar as informações de um serviço público, e de produzir informações de acordo com os interesses da partidocracia.
Vespa disse que na realidade, sendo o Parlamento o editor da Rai, um acordo entre os partidos tinha atribuído à DC influência no primeiro canal, ao PSI influência sobre o segundo, e ao PCI  sobre o terceiro, como foi confirmado depois por todos.

### Apresentador de televisão
Desde 1996, lidera o programa de estudos culturais, políticos e de atualidade porta-a-porta, considerado uma das principais sedes do debate político italiano, tanto que tem sido ironicamente definido, pelo Senatore a Vita Giulio Andreotti, "a terceira câmara do parlamento italiano". É aqui que cinco dias antes das eleições políticas italianas de 2001, no dia 8 de Maio de 2001, Silvio Berlusconi, então líder da oposição, assinou o chamado "Contrato com os italianos".
Em 3 de abril de 2006, foi o moderador do segundo confronto televisivo entre o líder do centro-esquerda de Romano Prodi e o Presidente do Conselho de saída Silvio Berlusconi. Em 6 de abril de 2009 conduz um especial porta-a-porta sobre o terremoto que atingiu o Abruzzo: o programa especial abre com um serviço do mesmo Vespa conta, a partir de seu ponto de vista pessoal, o dano criado pelo terremoto em L'aquila, sua cidade natal.
Em ocasião do dia 15 de setembro de 2009 , conduz um especial porta-a-porta sobre a entrega de casas para as vítimas do terremoto de Abruzzo, despertando a ira da oposição de centro-esquerda, que acusam o jornalista de ter feito "propaganda" para o governo Berlusconi. Na realidade, as casas foram construídas em tempo recorde: Vespa, manteve-se sempre da opinião, como muitos outros, de que a gestão da emergência foi excelente, enquanto que a reconstrução do centro histórico ainda no início de 2012, apresentava fortes atrasos.
Em 2009, em 2010 e em 2011,conduz as  noites do Prémio Campiello. Em 2011 apresentou em conjunto com Pippo Baudo o programa Centocinquanta, dedicado aos 150 anos da unificação da Itália. No mesmo ano, venceu o prémio Saint Vicent para a carreira, depois de te-lo ganho duas vezes (1978 e 2000) para a televisão. Também ganhou o Prémio Estense pela carreira.

### Apresentador de rádio
Em 2010, juntamente com o seu filho Federico, começou um colaboração saltuária com a RTL 102.5, onde os dois conduzem um programa de aprofundamento na parte da manhã intitulada Non Stop News: Raccontami.

## Críticas e polémicas
Vespa foi contestado por ter uma atitude considerada demasiado complacente em relação a política de direita. A polémica tem sido corroborado pela publicação da sua conversa por telefone com o porta-voz do então Ministro dos negócios Estrangeiros, Gianfranco Fini, interceptada pelo ministério público dia 4 de Maio de 2005. Durante o telefonema Vespa discutiu com o Salvatore Sottile - porta-voz - sobre a escolha do contendedor que Fini teria preferido no episódio de Porta a porta: em seguida, foi escolhido Piero Fassino. Despertou uma particular inquietação a frase de Vespa: "O episódio foi feito a sua medida".
Este episódio provocou críticas por parte dos vértices Rai: Claudio Petruccioli pediu uma investigação interna, comentando que "se esse era o andamento, Porta-a-Porta,  baseava-se num método journalisticamente miserável". Vespa defendeu-se afirmando que "Com o porta-voz de Fini, tivemos uma cooperação frutuosa. Quando as interceptações serão publicados, na íntegra, irão saltar para fora divergências profundas com ele, e com outros porta-vozes. Típico de quem defende interesses diferentes".
Vespa esteve sempre no centro das polémicas, a respeito de uma tendência do jornalista a ser excessivamente amigável com Silvio Berlusconi. Em ocasião de um episódio especial de 15 de setembro de 2009, com convidado especial o Presidente do Conselho de ministros, os episódios de programas potencialmente concorrentes (Ballarò na Rai 3 e Matrix no Canal 5) foram suspensos e adiados para outra data. Em uma entrevista para Le invasioni barbariche Giorgio Bocca afirma: "Eu não considero Vespa um jornalista, eu considero-o um servo do regime".

### O contrato com a RAI
Em 2009 causou sensação o seu pedido de aumento de salário de 33%: a partir de 1.200.000 euros, o novo contrato teria previsto um montante de 1.600.000 euros.
Vespa afirmou numa entrevista ao Corriere della Sera que "O Conselho da Rai pediu, e com razão, um aprofundamento. Se se consultarem contas e se fizerem comparações, algumas pequenas limalhas técnicas, são possíveis. Mas eu gostaria de ir além. Em tempos difíceis, temos de ser solidários. Tenho girado em torno de quase a totalidade dos proveitos,conferências e debates do trabalho humanitário. Agora eu gostaria de abdicar de 150 mil euros por ano do meu novo contrato (600 mil euros em quatro anos), se a Rai utilizasse esse valor para dez bolsas de estudo anuais, com o valor de 15 mil euros cada uma para admitir dez jovens, após uma cuidadosa seleção, a um concurso muito sério, como o que, quarenta anos atrás, me levou a mim e a trinta outros colegas para a  Rai. Eu gostaria que uma quantidade semelhante (coletiva, não quero empobrecer ninguém...) a subscrevessem  juntos, Santoro, Fazio, Dandini, Bignardi, Annunziata, Floris, de forma a atingir as vinte bolsas de estudo. Desde sempre em "Porta a porta" o modesto turn over é feito a olhar para os produtos dos candidatos antes de encontra-los. E muitos, é claro, nem os encontramos. Eu disse aos meus colaboradores: "eu não quero saber para quem vai o vosso voto, mas certifiquem-se de que eu não nunca me aperceba. Eu gostaria que aqueles dez ou vinte jovens fossem escolhidos assim. É um sonho? E eu continuo a  perguntar-me: mas por que é que tudo isso só me acontece a mim?".

### Hóspedes mafiosos
Gerou uma série de críticas e furor a sua decisão de convidar alguns membros do clã dos Casamonica para o seu programa dia 9 de setembro de 2015.
No mês de junho de 1984 era o comentador oficial do Tg1 em ocasião do funeral do secretário do Partido Comunista italiano, Enrico Berlinguer, ao vivo na Piazza San Giovanni, em Roma. No período da crise no Iraque-ONU (agosto de 1990-janeiro de 1991) foi o único jornalista italiano que entrevistou Saddam Hussein, apesar de governo italiano ser contrário à realização da entrevista. A partir de 1990 a 1993, foi diretor do TG1.
Novamente, dia 7 de Abril de 2016 decide convidar o segundo filho de Totò Riina, já um expoente do primeiro plano da organização mafiosa cosa nostra, despertando a mesma indignação.

## Processos judiciais
Vespa durante a sua carreira jornalística tem sido várias vezes citado ou processado pelo que escreveu ou afirmou. Abaixo encontram-se descritos alguns dos processos que o envolveram:
- Em Janeiro de  2007 foi condenado em primeiro grau pelo tribunal de Roma por difamação ao pagamento de 82.000 euros a Roberto Zaccaria, como indemenização aos danos causados pelas afirmações feitas no livro Rai, la grande guerra publicado em 2002.[12] Vespa escrevera que no Outono de 2000, Zaccaria, na época presidente do conselho de administração da RAI teria encontrado na própria casa, durante um jantar, Pierluigi Celli, Stefano Balassone, Vittorio Emiliani membros do conselho de administração da radiotelevisão italiana, RAI, e Walter Veltroni, Vincenzo Vita e Giuseppe Giulietti em qualidade de responsáveis DS pela informação, com o intento de atuar uma estratégia subterrânea do serviço público televisivo contra Silvio Berlusconi, estratégia que culminou com o episódio de Satyricon de 14 de Março de 2001, que ccontinha uma entrevista a Marco Travaglio sobre as origens da riqueza de  Berlusconi. No livro Vespa menciona também um testemunho, um vizinho de Zaccaria, que segundo Vespa teria ouvido tudo. Os advogados de Zaccaria quiseram ouvir o vizinho de casa, o advogado Giovanni Ferreri, que na altura desmentiu tudo. O mesmo fizeram os convidados.[13]
- Em Novembro de 2008 foi condenado pela III Corte d'appello do tribunal de Roma, junto com Valentina Finetti, ao pagamento de uma multa de 1.000 euro (e à publicação da sentença em 4 quotidianos [14]) por difamação em relação à Pietro Mattei (víuvo de Alberica Filo della Torre) e dos filhos Manfredi e Domitilla, após um serviço televisivo do programa Porta a Porta (do qual Finetti é cronista), transmitido no dia 13 de Fevereiro de 2002 com o tema il delitto dell'Olgiata.[15]Em Julho de 2009 a Corte Suprema confirmou a condena por difamação [16].
- Em Junho de 2010 foi condenado por difamação no processo a pedido da professora Isabella De Martini da Faculdade de Genova, em relação aos acontecimentos do G8 de Genova. Isabella De Martini, em qualidade de chefe adjunto da estrutura com delegação para os eventos culturais, tinha notado algo de estranho na gestão dos contratos para as construções, e principalmente a atribuição destes ao círculo de pessoas "fiéis" a  Gianni Letta (Maria Criscuolo e il consuocero di Letta, Amedeo Ottaviani) e tinha portanto aprresentado um pedido de intervenção das autoridades (pedido que foi enviado a Roma e arquivado). Vespa, como reconhecido pela Corte d'Appello, no livro La Scossa[17]difamou-a. Escreve Isabella De Martini: "[...] dedicou-se à minha destruição, descrevendo-me como uma mulher de Genova que tinha de organizar "desfiles de moda" em Portofino, e pelas cpostas meteu o nariz em problemáticas que nao lhe diziam respeito, como a logistica e as delegações, criando mau-homor e embaraço a Gianni Letta...". A notícia da condena foi reportada também pelo jornal Corriere Mercantile (articolo del 18 giugno 2010).[18]
- Em Julho de 2010 a Corte Suprema confirma  a sua condena por difamação dos dois pm de Napoles que tinham ordenado a detenção de Vito Gamberale, mais tarde absolvido.[19]

- Em dezembro de 2015, foi condenado, em primeira instância, pelo Tribunal de Roma, juntamente com Ester Vanni, ao pagamento de um total de 45.000  €, em favor de Pietro, Manfredi e Domitilla Mattei, parentes da condessa Alberica Filo della Torre, pela publicação, no decorrer de um episódio de Porta-a-Porta de 1.8.2011 imagens do cadáver da condessa. O Tribunal considerou que "a divulgação das imagens  não pode ser considerada de interesse do público, pois a exibição das imagens do corpo torturada do vítima não correspondeu a algum tipo de necessidade informativa, nem eram conformes ao respeito do concorrente parâmetro da continência da modo da modalidade de expressão, entendida como essencial para o equilíbrio entre a liberdade de imprensa e a protecção da privacidade (Cass. 17.2.2011 n. 17215), sendo que as fotografias do cadáver eram claramente exorbitantes, devido ao conteúdo macabro, respectivamente aos fins de informação prosseguidos".

Em abril de 2015 Vespa patteggia condenado a 10 dias de prisão e 14 000 euros de multa .

## Prémios
- 1978 -Prémio são Vicente para a televisão, atribuído pelo Presidente da República, Sandro Pertini)
- 1990 -  Personalidade europeia pelo jornalismo
- 1992 - Prémio de nossa senhora do jornalismo
- 1995 - Prémio Guidarello para o jornalismo
- 1997 - Telegatto especial
- 1999 - Prémio Ischia internacional, Jornalismo, jornalista do ano em televisão
- 1999 - Telegatto - Melhor transmissão de atualidades e cultura
- 2000 -  Prémio são Vicente para a televisão, atribuído pelo Presidente da República, Carlo Azeglio Ciampi)
- 2002 - Telegatto - Melhor talk show
- 2004 -Prémio Stand
- 2006 - Telegatto Platinum
- 2007  Prémio Internacional ENOGA'
- 2008 - Big Brother Awards
- 2008 - Prémio Regia Plano de categoria Superior a dez.
- 2011 -  Prémio são Vicente para a televisão, atribuído pelo Presidente da República , Giorgio Napolitano)
- 2011 - Estense Prêmio para a carreira

## Cinema
- Em 2006 , faz uma pequena aparição no filme Commediasexi di Alessandro D Alatri, onde interpreta si mesmo.
- Em 2013 , aparece numa vigneta com o título La a terceira chambre ("O terceiro Quarto", que faz referência ao seu programa televisivo porta-a-porta) no jornal francês Le Monde.

## Curiosidades
- Bruno Vespa aparece em algumas filmagens sobre o assassinato de Aldo Moro no início do primeiro episódio da segunda temporada da série de televisão inglesa "Utopia".
- Durante o episódio de Un giorno da pecora , de 2 de dezembro de 2015, disse ter nascido às 23: 30h no dia 26 de maio de 1944, mas no registro os pais declararam ter sido no dia seguinte.